# Васильева Бужа
Васильева Бужа (тат. Югары Буҗа) — деревня в Арском районе Татарстана. Входит в состав городского поселения «город Арск».

## География
Находится в 1 км от реки Казанка, в 4 км к юго-западу от города Арск.

## История
Известна с периода Казанского ханства.
До 1860-х годов жители относились к сословию помещичьих крестьян. Основные занятия жителей в этот период — земледелие и скотоводство, был распространён бондарный промысел.
В начале XX века земельный надел сельской общины составлял 112,2 десятин.
До 1920 г. деревня входила в Арскую волость Казанского уезда Казанской губернии. С 1920 года в составе Арского кантона ТАССР. С 10 августа 1930 года в Арском районе.
В 1930 году в деревне был организован колхоз «Колос», в 1963 году переименован в плодосовхоз «Арский». С 1993 года коллективное предприятие «Арский», с 2017 года действовала «Агрофирма «Центральная».

## Население
| 1782 | 1859 | 1897 | 1908 | 1920 | 1926 | 1938 | 1949 | 1958 | 1970 | 1989 | 2002 | 2010 | 2015 |
| ---- | ---- | ---- | ---- | ---- | ---- | ---- | ---- | ---- | ---- | ---- | ---- | ---- | ---- |
| 51   | 81   | 90   | 137  | 94   | 83   | 43   | 158  | 153  | 189  | 356  | 365  | 392  | 412  |

Национальный состав села: татары – 51%, русские – 49%.

## Экономика
Жители занимаются полеводством, молочным скотоводством, садоводством.

## Инфраструктура
В деревне действуют начальная школа, детский сад (с 1993 г.), фельдшерско-акушерский пункт.